# Chiesa di Santa Margherita (Borzonasca)
La chiesa di Santa Margherita di Antiochia è un luogo di culto cattolico situato nella frazione di Brizzolara, in via Adolfo Brizzolara, nel comune di Borzonasca nella città metropolitana di Genova. La chiesa è sede della parrocchia omonima del vicariato di Sturla e Graveglia della diocesi di Chiavari.

## Storia e descrizione
L'attuale chiesa ha una struttura tipicamente moderna, poiché fu eretta nella seconda metà del XX secolo e consacrata il 12 ottobre del 1981 da monsignor Giacomo Barabino, vescovo della diocesi di Bobbio.
Originariamente la chiesa fu edificata nel fondovalle e solo nel XVII secolo fu eretto l'oratorio omonimo sulle alture della frazione. La parrocchia si costituì il 9 marzo del 1912 e passò nella diocesi di Chiavari dal 1989.